# آبشار ال اوریت
آبشار ال اوریت (به انگلیسی: El-Ourit Waterfalls) آبشاری است که در تلمسان، الجزایر واقع شده و ارتفاع کلی ریزشگاه آن ۱۲۰ متر است.